# Vurpăr (okręg Sybin)
Vurpăr – wieś w Rumunii, w okręgu Sybin, w gminie Vurpăr. W 2011 roku liczyła 2557 mieszkańców.